# 五四广场

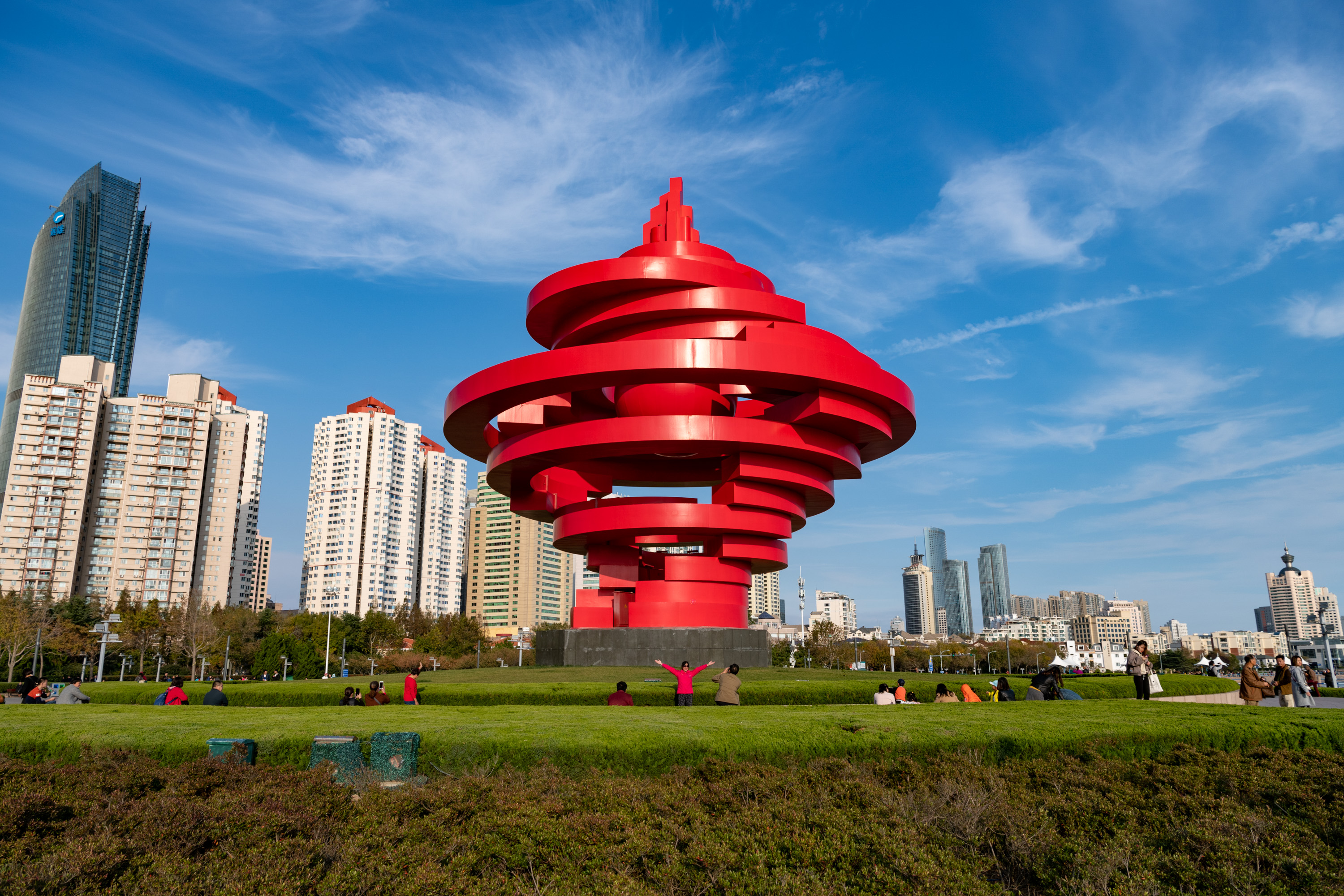
雕塑“五月的风”

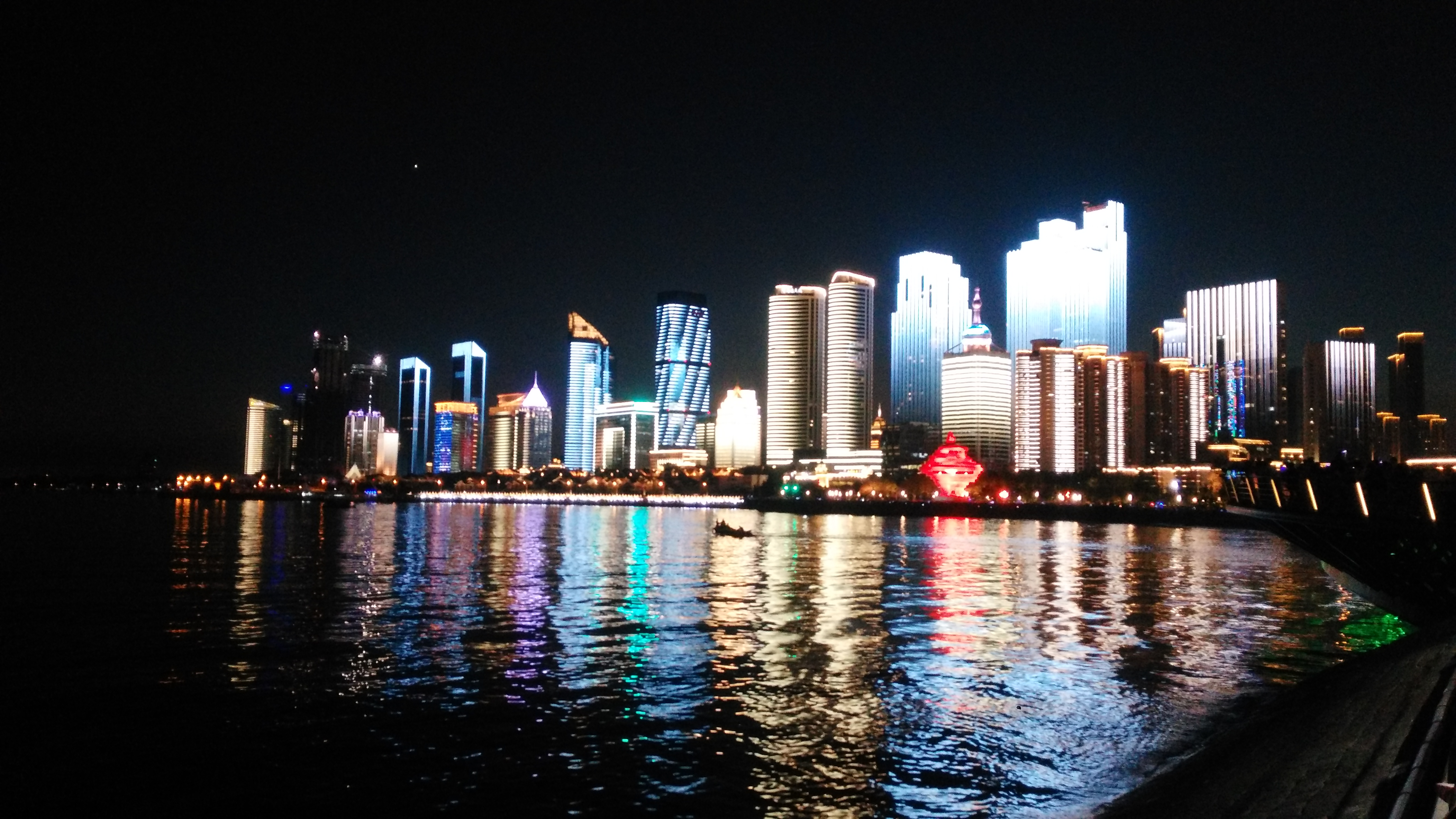
五四广场夜景

五四广场，位于中华人民共和国山东省青岛市市南区东部，是1990年代末在青岛东部新建的中心商务区海滨建设的广场，因纪念五四运动学生捍卫青岛主权的爱国行为而得名。广场被东海西路分为南北两部分，南部分是1994年填海形成，雕塑“五月的风”即位于南部分。
五四广场外围海面为2008年夏季奥运会水上帆船项目的赛场，而五四广场的内陆外围是青岛新东部商圈，北面是青岛市人民政府所在地，西北方向路口处有地铁五四广场站。在晴朗的日子，广场上经常聚集许多年轻的情侣，天空中飘扬着风筝。